# Маргарет Браун
Маргарет Браун (родена Тобин), посмъртно известна като „Непотопяемата Моли Браун“, е американска социалистка, филантроп и активист. Тя неуспешно насърчава екипажа в спасителната лодка № 6 да се върне в полето за отломки от потъването на Титаник през 1912 г., за да търси оцелели. Приживе нейните приятели я наричат „Маги“, но дори до нейната смърт некролозите я наричат „Непотопяемата Моли Браун“.

## Ранни години
Маргарет Тобин е родена в болница в близост до река Мисисипи в Ханибал, Мисури. Родителите ѝ са ирландски католически имигранти Джон Тобин (1821 г. – 1899 г.) и Йохана Тобин (род. Колинс) (1825 г. – 1905 г.). Нейни братя и сестри били Даниел Тобин (роден 1863 г.), Майкъл Тобин (роден 1866 г.), Уилям Тобин (роден 1869 г.) и Хелън Тобин (роден 1871 г.). И двамата родители на Маргарет били овдовели като млади хора. Браун имала две полусестри: Софи Бриджит Тобин (родена през 1856 г.) от първия брак на баща си и Мери Ан Колинс (родена през 1857 г.) от първия брак на майка си. На 18-годишна възраст Маргарет се премества в Лидвил, Колорадо, заедно със своите братя и сестри Даниел, Мери и съпруга на Мери, Ан Джон Ландриган. Маргарет и брат ѝ Даниел. Тя си намерила работа в магазин.

## Брак
В Ледвил тя се запознава и се жени за Джеймс Браун (1854 – 1922), с прякор „Джей Джей.“. Той не бил богат човек, но тя се омъжила за него от любов.
Самата тя казва:
Исках богат мъж, но обичах Джим. Джим беше толкова беден, колкото и ние, и нямаше по-добри шансове в живота. В онези дни се борих усилено със себе си. Обичах Джим, но той беше беден. Накрая реших, че ще ми е по-добре с беден човек, когото обичам, отколкото с богат човек, чиито пари ме биха привлекли. Така се ожених за Джим Браун. 
Маргарет и Джим сключват брак в църквата „Благовещение на Лидвил“ на 1 септември 1886 г. Те имат две деца: Лорънс Палмър Браун (1887 – 1949), известен като Лари, и Катрин Елън Браун (1889 – 1969), известна като Хелън.
След 23 години брак се разделят по взаимно съгласие през 1909 г. Те продължават да общуват и да се грижат за децата си. Споразумението дава на Маргарет парично обезщетение.

## Личен живот
Фамилия Браун придобива огромно богатство през 1893 г. когато, благодарение усилията на Джей в областта на минното инженерство, той получава значителна сума от мината, в която работи по това време. Нещо повече, Браун придобива значителен дял акции и място в компанията.
През 1894 г. семейство Браун закупува голяма къща в Денвър. Социалният им живот все повече се развива, те присъстват често на множество събития от различен характер.

## Титаник
Браун прекарва първите месеци от 1912 г. в пътуване в Париж, там посещава дъщеря си, докато не получава вест от Денвър, че най-голямото ѝ внуче Лорънс Палмър Браун-младши е сериозно болен. Тя незабавно резервира пасаж на първия наличен лайнер, заминаващ за Ню Йорк, Титаник. Първоначално дъщеря ѝ Хелън иска да я придружи, но после решава да остане в Париж, където учи. Браун е пътник от първа класа на борда. Успява да се качи на спасителна лодка номер 6. Когато оцелелите пътници са прибрани от кораба „Карпатия“, Маргарет прави списъци на оцелелите, търси храна и одеяла за пострадалите. Тя организира комитет за набиране на средства и оказване на психологическа помощ за оцелелите при бедствия. За своите заслуги Маргарет е наградена с Орден на Почетния легион и получава прякора „Непотопяемата Моли Браун“.

## Смърт
Браун умира от мозъчен тумор на 26 октомври 1932 г. в хотел в Ню Йорк. Погребана е до бившия си съпруг, Джеймс Браун.